# Deputado Irapuan Pinheiro
Deputado Irapuan Pinheiro är en kommun i Brasilien.   Den ligger i delstaten Ceará, i den östra delen av landet, 1 500 km nordost om huvudstaden Brasília. Antalet invånare är 9 094.
Omgivningarna runt Deputado Irapuan Pinheiro är huvudsakligen savann. Runt Deputado Irapuan Pinheiro är det glesbefolkat, med 20 invånare per kvadratkilometer.